# Acacia mabellae
Acacia mabellae é uma espécie de leguminosa do gênero Acacia, pertencente à família Fabaceae.